# Charles Bos
Pour les articles homonymes, voir BOS.
Charles Bos est un homme politique français né le 1er février 1862 à Saint-Flour (Cantal) et décédé le 26 octobre 1926 à Paris.

## Biographie
Fils d'un peintre en bâtiment Charles Bos fait des études de droit. et d'histoire. 
Entré en 1886 comme rédacteur au ministère des Colonies, il quitte son poste en 1890 devient journaliste au Rappel, puis le rédacteur en chef en 1895 et enfin le directeur politique en 1904. Il s'inscrit également au barreau de Paris en 1893. Conseiller municipal de Paris en 1896 il s'occupe particulièrement des questions d'éclairage électrique. Il est député de la Seine de 1898 à 1906, il s'inscrit inscrit au groupe Radical-socialiste. Battu en 1906, il reprend ses activités de journaliste, s'intéressant de près aux questions maritimes. Il est aussi conseiller général du canton de Chaudes-Aigues dans le Cantal.

## Sources
- « Charles Bos », dans le Dictionnaire des parlementaires français (1889-1940), sous la direction de Jean Jolly, PUF, 1960 [détail de l’édition]